# Birthdays the Beginning
『Birthdays the Beginning』（バースデイズ・ザ・ビギニング）は、アークシステムワークスより2017年1月19日に発売されたPlayStation 4用ゲームソフト。

## ゲーム内容
ゲームジャンルは「いのちをうみだすみんなのハコニワ」とされており、新たな世界で生命を生み出す生態系のシミュレーションゲーム。
最初は何もない星（星と言ってもこの世界はキューブ状になっている）だが、プレイヤーが地面を隆起させると気温が下がり、沈降させると気温が上がる。これによって星の気温を調節することで、生命に適した環境を作り出す。
登場する生物たちはおちゃっぴによるデザインで、カラー粘土で作られたようなディフォルメされたものとなっている。生物は環境に応じて適応、進化していく。登場する生物の種類は約300種。地球の歴史では恐竜が絶滅した後に人類が出現したが、この世界ではプレイヤーのゲームの進め方次第で恐竜と人類が共存するような世界を作ることも可能となっている。
作った世界はPS4のシェアボタンで撮影することもでき、他のプレイヤーに見てもらうことができる。
週刊ファミ通のクロスレビューでは8、8、8、9の合計33点（40点満点）でゴールド殿堂入りした。
2018年3月29日には、続編となるNintendo Switch用ソフト『Happy Birthdays』（ハッピーバースデイズ）が発売された。

## 開発
開発中の仮称は『Birthdays -バースデイズ-（仮題）』。発売元のアークシステムワークスは『ギルティギア』や『ブレイブルー』『ペルソナ4 ジ・アルティメット』などの対戦格闘ゲームが得意なメーカーだが、もっといろんなゲームを出したいということで和田康宏にゲーム制作を依頼した。
開発プロデューサーは牧場物語シリーズなどの作者でもあるトイボックスの和田康宏。
和田は、小学生時代に読んだ漫画『ドラえもん』の「地球セット」から着想を得たと語っている。ミニチュアの地球を作るエピソードが印象に残っており、数十年の構想期間を経て、本作として完成したとのこと。ゲームとしては『シムアース』の影響も強いと語っている。ただ、『シムアース』は難しかったので、よりシンプルに誰でも楽しめるようなシステムとして作ったと和田は語っている。最初から広大な世界だとプレイヤーが戸惑うと考えられたため、ストーリーモードでは最初は小さな世界だが、ステージをクリアするごとに世界が広がっていくようになっている。

## ゲームモード
ストーリー
初めてのプレイヤー向けの、ゲームのチュートリアル的なモード。生命の誕生から、両生類の上陸、恐竜の繁栄、人類文明の発展する現在までの45億年の生物進化の歴史を体験する（実際のプレイ時間は30時間程度）。
ダイナソーチャレンジ
既定の時間内に、課題となる生物（ティラノサウルスなど）を発生させることが目的のモード。ストーリーモードで条件を満たすとプレイできるようになる。
フリーモード
好きなサイズの地形を選んで自由に遊べるモード。ストーリーモードをクリアするとプレイできるようになる。

## 登場キャラクター
主人公（アバター）
本作の主人公。祖父の本棚で本を読むのが好きだった。謎のキューブの世界では赤いアバターで表現される。名前は自由に設定可能。
ナービィ
謎のキューブ状の物体。主人公にキューブの世界でのアドバイスを行う。